# 雨果·明斯特伯格
雨果·明斯特伯格（德語：Hugo Münsterberg，1863年6月1日—1916年12月16日）是德裔美國人心理學家。他是應用心理學的先驅之一，他擴展他的研究和理論擴展到产业组织理论、法律、醫學、臨床、教育和商業環境。明斯特伯格在第一次世界大战的爆發中遭遇了巨大的動盪。

## 傳記

### 早年
明斯特伯格出生於格但斯克的一個商人家庭，當時是西普魯士的港口城市。即便後來以德國民族主義聞名，但雨果的家人實際上還是犹太人。他不覺得自己跟遺產有關係，也幾乎不會公開露面。

### 應用心理學
隨著時間的流逝，明斯特伯格的興趣轉向了心理学原理的許多實際應用，他非常強烈的感到，心理學家有責任發現可以在現實世界中應用的信息。實際上，他是第一個將心理學原理應用於法律領域並創造出法庭心理學的人。